# Dutch Antilles Express
Dutch Antilles Express (“DAE”) est une compagnie aérienne  de Curaçao fondée le 30 avril 2005. Son siège est situé à Willemstad. 
DAE débuta ses vols entre les Îles des Antilles néerlandaises. Le 9 décembre 2005, le premier vol international, au départ de Curaçao vers Valencia,  Venezuela.
Depuis le 21 mars 2007, Caracas est sa deuxième destination internationale.

## Destinations
Antilles néerlandaises
- Curaçao
- Bonaire
- Aruba
- St Maarten

 Venezuela
- Valencia
- Maracaibo
- Caracas

 République dominicaine
- Santo Domingo

 États-Unis
- Miami

## Flotte
| Appareil                | En service | Commandes | Passagers | Notes |
| ----------------------- | ---------- | --------- | --------- | ----- |
| ATR 42-300              | 2          | 0         |           |       |
| Fokker 100              | 3          | 0         |           |       |
| McDonnell Douglas MD-83 | 3          | 0         |           |       |